# Urubichá
Urubichá è un comune (municipio in spagnolo) della Bolivia nella provincia di Guarayos (dipartimento di Santa Cruz) con 6.842 abitanti (dato 2010).

## Cantoni
Il comune è suddiviso in 3 cantoni:
- Mision Monseñor Salvatierra
- Urubichá
- Yaguarú